# Siren C.30 Edelweiss
Dimensions
Le Siren C.30 « Edelweiss » est un planeur monoplace de classe standard conçu par Jean Cayla et produit par la société française SIREN SA.

## Origine
Le développement du Siren C.30 « Edelweiss » constitue une série de premières en France : le premier appareil de la firme SIREN, le premier planeur français à pilotage allongé et le premier planeur français construit presque entièrement en matériau sandwich.
L’« Edelweiss » est l’œuvre de Jean Cayla dont le nom est resté attaché à tous les planeurs produits par la Société anonyme des ateliers d’aviation Louis Breguet depuis 1953. Après avoir quitté Breguet au début de l’année 1960, il parvient à convaincre le Directeur général de la société, M. Gottot de construire un planeur de compétition répondant au programme lancé officiellement par le SFATAT afin de concurrencer les productions étrangères de l’époque représentées par le Ka-6.CR, l’Austria ou le Foka. Il reprend en partie le projet Breguet 907 inachevé à la suite de l'abandon par Breguet de la construction de planeurs.
Le principe de base de cette étude repose sur l’obtention de performances maximales compatibles avec une bonne maniabilité en évolutions serrées aux basses vitesses. La décision de construire le planeur est rapidement prise et le dossier est déposé au printemps 1961. Un bureau d’études est constitué sous la houlette de M. Simon, un autre ancien de la firme Breguet.
Au début 1962, soit seulement 9 mois après le dépôt du projet, débute le travail en atelier et ce avant même que ne soit signé le marché officiel portant sur la construction de deux prototypes de l’ « Edelweiss » destinés à participer aux Championnats du monde de vol à voile 1963.
La SIREN ne disposant pas d’installations suffisamment adaptées à ce genre de construction, elle sous-traite les voilures et les empennages à l’Atelier coopératif de Beynes (Yvelines) qui s’était déjà illustrée dans le travail du sandwich avec les ailes du Breguet Br.901.
Le vol inaugural du premier prototype du Siren C.30.01 « Edelweiss » intervient le 25 septembre 1962 aux mains du pilote d’essais Pierre Bonneau, suppléé dans sa tâche d’expérimentation par Pierre Simon. Grâce à l’aide apportée par les responsables des différents services officiels, les essais sont rapidement menés. Deux pilotes de l’équipe de France engagés en classe standard, Labar et Jacky Lacheny, prennent en main l’appareil avant qu’il rejoigne le second prototype à Rouen avant leur expédition vers l’Argentine où se déroulent à Junín les Championnats du monde de vol à voile du 10 au 24 février 1963.
C’est à bord de l’un de ces prototypes que Jacky Lacheny monte sur la deuxième marche du podium de ces championnats.

## Description technique du prototype
Le planeur Siren C.30 « Edelweiss » est un monoplace de compétition répondant aux prescriptions de la classe « standard » de la F.A.I..

### La voilure
La voilure comprend deux éléments qui viennent s’attacher à la partie supérieure du fuselage. Elle est établie sur la base d’un profil NACA 64 modifié suivant les principes de la série 7 dont le but est d’accroître la laminarité de l’écoulement de l’air à l’intrados. Sa surface alaire de 12,5 m2 a été choisie afin d’assurer une charge alaire minimale de 25 kg/m2. Elle est implantée avec un dièdre de 4° et une légère flèche inverse afin de rétablir le centrage dû à la position avancée du pilote tout en dégageant la visibilité de ce dernier. L’aile plane formée de deux trapèzes possède une corde moyenne de 0,83 m. L’ensemble du revêtement est moulé en sandwich composé de deux feuilles de contreplaqué d’okoumé enserrant une plaque de Klégécell. Il est réalisé en deux parties assemblées par collage, un ensemble principal qui englobe l’intrados, le bord d’attaque et l’extrados jusqu’au longeron, et un panneau secondaire qui termine le revêtement de l’extrados à l’arrière du longeron.
Le longeron comprend une seule âme pincée, avec des semelles en spruce. Sept nervures pour chaque aile raidissent le caisson de voilure, en particulier au niveau des paliers d’ailerons et d’aérofreins.
L’extrémité de l’aile est constituée par un saumon en plastique stratifié moulé supportant un patin métallique. Elle comprend des ailerons métalliques de type sans fente fractionnés en deux éléments ayant une profondeur relative constante de 38 % occupant 35 % de l’envergure pour une surface totale de 1,35 m2. Le dièdre négatif permet d’augmenter la garde au sol de ces ailerons.
Les aérofreins en tôle ajourée dans le sens de l’envergure émergent perpendiculairement au profil, à l’intrados et à l’extrados. La plaque d’étanchéité, en tôle de magnésium, est très réduite en profondeur pour restreindre les efforts d’aspiration.

### Le fuselage
Le fuselage, intégralement moulé, comprend deux parties principales : une poutre arrière englobant la zone des attaches d’ailes, jusqu’au cadre principal, d’une part, et l’habitable avec le logement de la roue d’autre part. Ces éléments sont réalisés en sandwich contreplaqué klégecell avec longerons en spruce incorporés.
Trois autres parties secondaires complètent le fuselage : les pointes avant et arrière ainsi qu’un carénage dorsal de raccordement, toutes trois en stratifié. Les renforts intérieurs se composent essentiellement de 6 cadres en sandwich. Un plancher s’étendant vers l’arrière participe également à la rigidité de l’ensemble. Un boîtier d’aération est situé dans la pointe avant. Il alimente une ouïe conduisant l’air sous l’avant de la verrière. Cette verrière, réalisée à Limoges par Nuville, d’une longueur de 2 mètres, est articulée sur le côté gauche de l’habitacle.
Dans l’habitacle, le palonnier en tubes d’acier est monté sur glissière. Sa course importante (250 mm) est due à la position allongée du pilote.
Le crochet de remorquage est placé sous la pointe avant, en liaison avec la structure du palonnier.
Le tableau de bord est solidaire de la verrière. Pour des épreuves sportives, il comprend un compas, une bille-aiguille, un badin, un altimètre et deux variomètres à énergie totale dont l’un prend la place d’un éventuel poste radio qui n’est pas autorisé en championnat pour la classe standard. Un tissu protecteur de couleur sombre est tendu entre le tableau de bord et le pourtour de la verrière, vers l’avant.
Le siège en plastique moulé comprend une partie avant appui-jambes, un dossier réglable en hauteur et en longueur ainsi qu’un appui-tête orientable et réglable.
L’installation d’oxygène n’est pas montée sur les deux prototypes du planeur mais était éventuellement proposée sur les appareils de série.

### Les empennages
Les empennages, trapézoïdaux, de 2,20 m2 de surface totale, présentent un angle d’ouverture de 90°. Ils sont générés à partir de profils symétriques NACA 63 d’une épaisseur relative de 13 %. Les éléments réalisés à l’origine sont des coques moulées en sandwich simplement raidies par quelques nervures. Les antitabs d’assez grande surface, destinés à régler les efforts en profondeur, sont ajustables en vol, et fonctionnent donc également en tabs de régime.
L’atterrisseur se compose d’une roue non escamotable portée par un bâti en tubes d’acier articulé et amorti par sandows. Le frein Lockheed est actionné en bout de course du levier d’aérofreins.
Toutes les commandes sont réalisées par câbles dans le fuselage, circuit ouvert pour le palonnier, circuits fermés pour le manche. Les ailerons sont commandés par câbles dans le fuselage et bielle rigide dans la voilure. Les aérofreins sont actionnés par commande semi-rigide dans le fuselage et bielle rigide dans la voilure. La profondeur, la direction et les tabs sont actionnés par des commandes semi-rigides. Enfin, le freinage sur la roue est synchronisé avec la commande d’aérofrein.

## Version de série
L’appareil « Edelweiss » de série comporte quelques différences notables par rapport aux deux prototypes. La position du pilote est moins allongée dans une cabine plus courte. La longueur totale de l’appareil est ainsi diminuée de 20 cm. La voilure ne dispose plus d’une flèche inverse. Le fuselage est de génération entièrement ovoïde au lieu de la poutre arrière conique avec carénage supérieur au niveau de l’aile du prototype.
Après un moment de surprise les pilotes apprécient le pilotage très allongé qui permet de spiraler plus confortablement à grande inclinaison malgré l'augmentation du facteur de charge.

## En compétition

### International
- En février 1963 les deux prototypes de l'Edelweiss participent au championnats du monde en classe standard près de Buenos Aires. Le H-230 prévu en classe libre n'est pas prêt à temps. Sur Edelweiss, Jacques Lacheny se classe second et Camille Labar dix-septième[4].
- En mai et juin 1965 les championnats du monde se déroulent en Angleterre. L'équipe de France emmène quatre Edelweiss. En classe standard François-Louis Henry est champion du monde et Jacques Lacheny septième. En classe libre Jean-Pierre Cartry prend la huitième place et Jean-Claude Penaud la dixième[3].
- Le championnat d'Italie 1965 est remporté par Jean-Claude Renaud sur Edelweiss face à une nuée d'Aer Pegaso M 100S[5].
- L'édition 1968 des championnats du monde à Leźno sera moins prolifique avec une dix-neuvième et une trente-deuxième place pour les C.30S en standard et une trente-cinquième place en libre pour le C.3 4[6]. Pour Marfa en 1970 il n'y aura plus de C.30S[7].

### France
- L'Edelweiss piloté par François-Louis Henry  prend la seconde place du championnat militaire de 1964 à Dole (Jura)[8]. Le même pilote sur Edelweiss remporte également les Huit jours 1964.
- Aux championnats de France 1966 seuls sept pilotes ne volent pas sur Edelweiss. Seul Girard sur Carmam M-100 Mésange s'intercale en troisième position au milieu des C.30S[9].

## Dérivés
- Issoire Aviation utilise un fuselage de C.30S modifié et muni d'ailes de Wassmer WA-23 Super Javelot. Le prototype nommé H-230 et immatriculé F-CCHZ fait son premier vol le 6 janvier 1963[10].
- En 1964 deux Edelweiss de classe libre, nommés C.34, sont fabriqués par Siren-Bertin. Ils font 15.50 mètres d'envergure et ont une finesse de 40 à 100 km/h. Il n'y aura pas de production en série[6].